# Топлички управни округ
Топлички управни округ се налази у јужном делу Републике Србије и обухвата географску и историјску област, познату као Топлица, која се налази у сливовима река Топлице и Косанице. Обухвата град и општине: 
1. Град Прокупље градско насеље Прокупље,
2. Општина Блаце градско насеље Блаце,
3. Општина Куршумлија градско насеље Куршумлија и
4. Општина Житорађа градско насеље Житорађа.

Према подацима са последњег пописа 2022. године у округу је живело 77.341 становника Седиште округа је градско насеље Прокупље.
Хисар, брдо изнад Прокупља, представља симбол града. Ту су откривени делови средњовековне тврђаве са још добро очуваном кулом коју народ зове Југ-Богданова, по једном од јунака Косовског боја. Храм Св. Прокопија који се налази у близини, грађен је још у X веку, а Латинска црква, из XVI века пример је утицаја католичке културе коју су донели дубровачки трговци у XV и XVI веку.
Топлички округ је средње развијени индустријски центар.
Познате туристичке дестинације су: Облачинско језеро, Пролом Бања, Куршумлијска Бања, Луковска Бања и Ђавоља Варош.

## Највећа насеља
Највеће насељена места у Топличком управном округу су Прокупље, Куршумлија, Блаце и Житорађа која су и општински центри. Од осталих насеља, једина са преко хиљаду становника су још Доња Трнава и Пејковац.